# Koštanjica
Koštanjica (cyr. Коштањица) – wieś w Czarnogórze, w gminie Bar. W 2011 roku liczyła 172 mieszkańców.